# Jason Dozzell
Jason Irvin Winans Dozzell, couramment appelé Jason Dozzell, est un footballeur puis entraîneur anglais, né le 9 décembre 1967 à Ipswich, Angleterre. Évoluant au poste de milieu de terrain, il est principalement connu pour ses saisons à Ipswich Town, Tottenham Hotspur et Colchester United ainsi que pour avoir été international espoir anglais.
Joueur mythique d'Ipswich Town, il détient le record du joueur le plus jeune à avoir inscrit un but dans la plus haute division de la Football League, en ayant marqué le 4 février 1984 contre Coventry City à l'âge de 16 ans et 57 jours. Il est le père d'Andre Dozzell, qui est également footballeur.

## Biographie

### Carrière de joueur
Natif d'Ipswich, il joue dans un club local, les Langham Lions, quand il est jeune avant d'être recruté, alors qu'il est encore collégien, par Bobby Robson et Ipswich Town malgré l'intérêt de West Ham United et Nottingham Forest.
Il fait ses débuts en équipe première le 4 février 1984, sous la direction de Bobby Ferguson. C'est à cette occasion qu'il marque son premier but et devient le plus jeune buteur de l'histoire de la Première division anglaise, à 16 ans et 57 jours. Avec ce match, il a aussi détenu le record du plus jeune footballeur à avoir joué un match avec l'équipe première d'Ipswich Town, record qui tiendra jusqu'au 11 avril 2009, où il est détrôné par Connor Wickham qui joue un match pour les Tractor Boys à 16 ans et 11 jours. Il fait quatre autres apparitions lors de la saison 1983-1984 avant de s'établir plus avec 20 matches lors de la saison suivante pour 4 buts marqués.
Lors de la saison 1985-86, il devient un titulaire indiscutable avec 51 matches pour 5 buts, ce qui se confirme encore plus la saison suivante où il joue tous les matches du club, soit 42 matches de Second Division et 11 de coupe. C'est à cette période qu'il reçoit ses sélections en Angleterre espoirs.
Il joue 37 matches lors de la saison 1988-89 pour 13 buts inscrits, ce qui fait de lui le co-meilleur du club, à égalité avec John Wark et Dalian Atkinson. Lors des deux saisons suivantes, il reste sur les mêmes statistiques avec un total de 18 buts pour 88 matches joués. Ses 16 buts inscrits lors de la saison 1991-92 participèrent activement à la conquête du titre de champion de Second Division et à l'obtention de la promotion pour la toute nouvelle Premier League.
La saison 1992-93 de Premier League voit Dozzell jouer 52 matches pour 9 buts inscrits et aider son club à se maintenir au plus haut niveau en évitant la relégation.
En août 1993, Dozzell est transféré à Tottenham Hotspur pour 1 900 000£ et pour sa première saison sous son nouveau maillot, il joue 32 matches pour 8 buts inscrits. Malheureusement, il enchaîne par la suite de nombreuses blessures qui réduisent son temps de jeu à White Hart Lane. C'est ainsi que lors de la saison 1994-95, il ne joue que 7 matches sans marquer le moindre but.
Il reste toutefois 4 saisons à Tottenham Hotspur, jouant un total de 99 matches de championnat pour 14 buts inscrits. Il effectue alors un bref retour dans son club formateur, Ipswich Town, sous forme d'un prêt d'un mois en 1997, jouant ainsi 10 matches supplémentaires avec les Tractor Boys, dont 8 en championnat pour 1 but inscrit. Ceci porte son total de matches pour Ipswich Town à 348 en championnat et 54 buts inscrits.
Il joue ensuite pour Northampton Town lors de la saison 1997-98, ses 4 buts en 26 matches les aident à atteindre la finale des play-offs de promotion en Premier League. Il signe ensuite pour Colchester United qui vient d'être promu en Second Division, initialement pour une durée d'un mois, mais il y reste 3 saisons, y jouant plus de 100 matches pour 11 buts inscrits (dont 91 matches de championnat pour 9 buts).
Il met alors un terme à sa carrière professionnelle en 2001 mais continue à jouer au football au niveau non league en 2002, à Canvey Island où il retrouve son ancien coéquipier Neil Gregory (en) puis à Grays Athletic, qu'il rejoint en même temps que Carl Leaburn (en). À la suite de cela, il raccroche définitivement les crampons et intègre l'encadrement technique de son club de cœur, Ipswich Town.

### Carrière internationale
Il reçoit 9 sélections en équipe d'Angleterre espoirs, sans y inscrire de but.

### Carrière d'entraîneur
Il entraîne deux clubs non league, Ipswich Wanderers (en), où il officie comme joueur-entraîneur, en s'étant replacé en défense. Il y reste 3 saisons, remportant un titre de champion de deuxième division de l'Eastern Counties Football League (en). 
Il entraîne par la suite Leiston (en) mais quitte ce club en novembre 2007, sans reprendre depuis de responsabilités au sein d'un club.